# Ostracotheres
Ostracotheres is een geslacht van kreeftachtigen uit de klasse van de Malacostraca (hogere kreeftachtigen).

## Soorten
- Ostracotheres affinis H. Milne Edwards, 1853
- Ostracotheres cynthiae Nobili, 1905
- Ostracotheres holothuriensis (Baker, 1907)
- Ostracotheres spondyli Nobili, 1905
- Ostracotheres subglobosus (Baker, 1907)
- Ostracotheres subquadratus Sakai, 1939
- Ostracotheres tomentipes Takeda & Konishi, 1994
- Ostracotheres tridacnae (Rüppell, 1830)